# Беблінген
Беблінген (нім. Böblingen) — місто в Німеччині, знаходиться в землі Баден-Вюртемберг. Підпорядковується адміністративному округу Штутгарт. Центр району Беблінген.
Площа — 39,04 км2. Населення становить 50 121 ос. (станом на 31 грудня 2020).

## Відомі люди

### Уродженці
- Тімо Баумгартль — німецький футболіст, захисник клубу ПСВ (Ейндговен).
- Френк Стаблер — німецький борець греко-римського стилю

### Померли
- Роберт Альбер — німецький офіцер, гауптман (капітан) резерву вермахту, бригадефюрер НСКК.
- Бела Барені — конструктор автомобільної техніки.
- Фрай Отто — німецький архітектор.